# حصن الخدوف (دوعن)
'

تعديل مصدري - تعديل

حصن الخدوف هي إحدى قرى عزلة صيف بمديرية دوعن التابعة لمحافظة حضرموت، بلغ تعداد سكانها 56 نسمة حسب تعداد اليمن لعام 2004.